# Igelsjön (Bladåkers socken, Uppland)
Igelsjön är en sjö i Uppsala kommun i Uppland och ingår i Skeboåns huvudavrinningsområde.